# Костел Христа Царя Всесвіту (Новоград-Волинський)

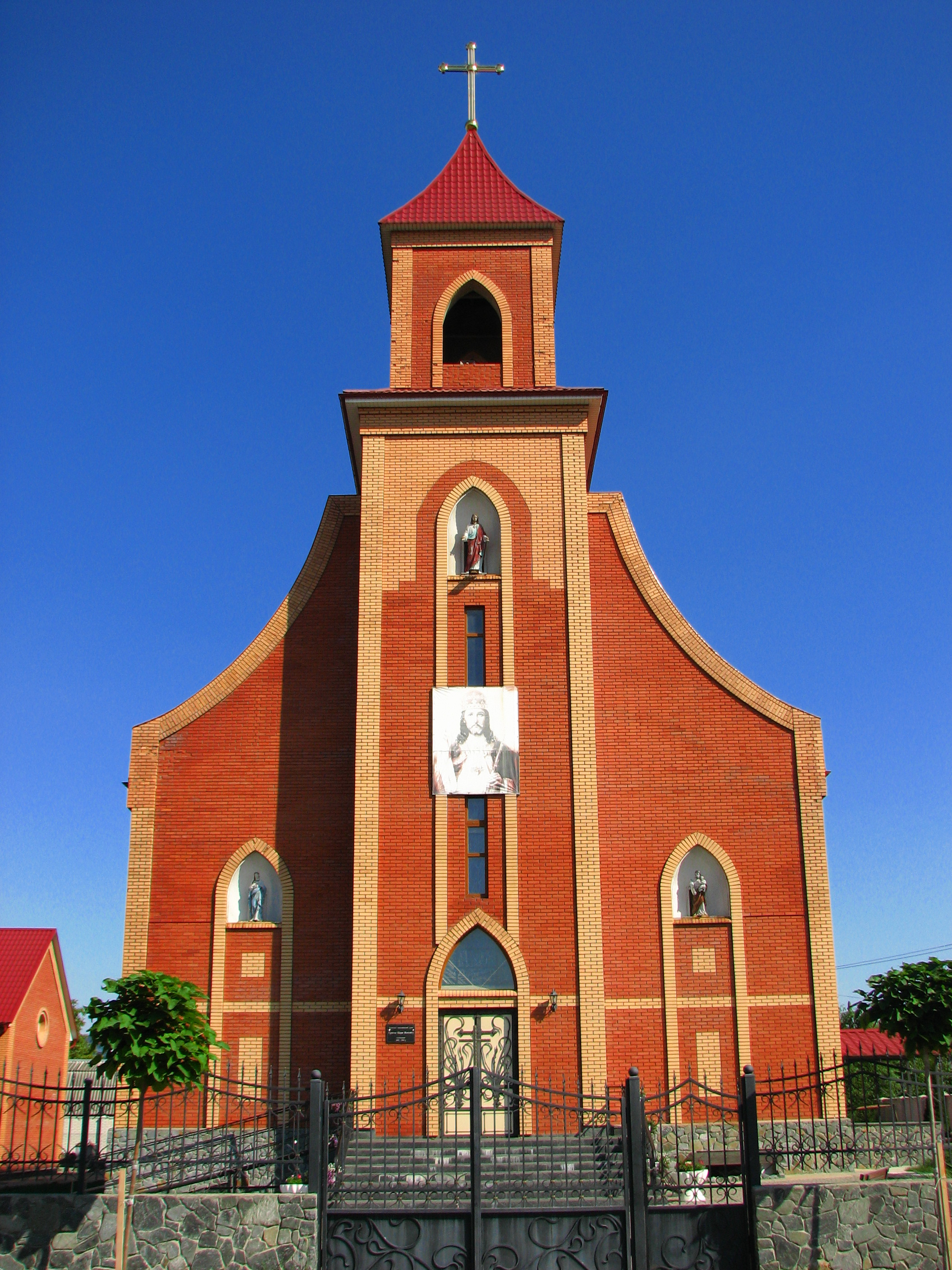
Костел Христа Царя Всесвіту

Костел Христа Царя Всесвіту — римо-католицький костел міста Звягель. Розташований за адресою: вулиця Іоанна Павла II, 1. 

## Історія
У 2002 році єпископ Ян Пурвінський освятив територію у Звягелі, на якій мало розпочатися будівництво нового костелу, а 25 вересня 2004 року вмуровав наріжний камінь костелу, взятий з гробу св. Апостола Петра у Римі. Рівно через шість року, 25 вересня 2010 року єпископ Пурвінський за участю єпископів Маркіяна Трофим'яка і Віталія Скомаровського консекрував новоспоруджений храм.
Парафію обслуговують дієцезіальні священники. У Звягелі є ще один храм — Костел Воздвиження Хреста Господнього.